# Style (スターダストレビューのアルバム)
『Style』（スタイル）はスターダストレビュー16枚目のオリジナル・アルバム。2002年1月1日に発売された。

## 解説
オーマガトキ・オークレコーズ移籍第一弾アルバム。
『Moody Blues』より3年ぶりのオリジナル・アルバム。これまでで一番前作との間隔が長い作品となった。
1981年のデビュー以来、バンド初ともいえる、オリジナル・アルバムの全曲を根本要だけが一人で手掛けた。
制作途中で光田健一が脱退したため、一部の楽曲では初代キーボーディストの三谷泰弘（esq）がサポートで参加している。
2018年12月19日、UHQCDで再発された。

## 収録曲
全曲　作詞・作曲：根本要
編曲：石川鉄男 (1～3,5,10)、島田昌典 (4)、小松秀行 (6～8)、山村哲也 (9)
1. 夢に～小さな奇跡～
2. まだ君を
3. My Love
4. 雨あがり
5. The End of Love
6. 悲しい空に風が踊った
7. Brand New Heart
8. 時の隙間
9. 1秒も離さない
10. めぐり逢えてよかった